# 勝平・金谷のディナーショー
勝平・金谷のディナーショー（かっぺい・かなやのでぃなーしょー）は、音泉にて配信されたインターネットラジオ番組である。
パーソナリティは、「山口勝平」と「金谷ヒデユキ」の二人。
一時期、コミュニティFMであるむさしのFMで日曜日に隔週で放送されていた。

## 概要
- 配信サイト：音泉
- 放送期間：2006年5月8日～2007年6月25日（全28回）
- 配信日：第二・第四月曜日
- スポンサー：ウォーターオリオン

### スタッフ
- ディレクター：だけぽん(原武士)

本来ならリンク先にあるように「たけぽん」であるが、この番組のメールアドレスが「kkd@～」であり、「Kappei（勝平）」「Kanaya（金谷）」「Dakepon（だけぽん）」とパーソナリティーの二人が言ってしまったため、この番組では「だけぽん」となってしまった。（本来のDの意味は、番組名のDinner showである。）

## コーナー
- 今宵の前菜

普通のお便りコーナー
- 本日のメインディッシュ

リスナーからのリクエストやパーソナリティのお薦め曲を流すコーナー
- スペシャルデザート

リスナーから送られたオリジナル曲を流すコーナー
色々な企画もこちらで行なわれた。
- コーヒーください

次回のリクエストテーマなどを告知するコーナー